# N-Track Studio
n-Track Studio — кроссплатформенный аудиоредактор с возможностью многодорожечной записи звука (цифровая звуковая рабочая станция), разработанный итальянской компанией n-Track Software. Программа поддерживает неограниченное число аудио- и MIDI-дорожек и позволяет использовать различные виртуальные инструменты (VST, VST3, AU и др.). Имеет нативную версию компьютеров для 64-битной архитектурой процессора.

### Обзоры
- Jonathan Knoder n-Track Studio EX 7 Review  (англ.)